# Tune-Yards
Tune-Yards, parfois écrit tUnE-yArDs, est le projet musical de l'auteure-compositrice-interprète Merrill Garbus.

## Historique
Merrill Garbus, née en 1979 à New Canaan, Connecticut, a abandonné une carrière compliquée dans le théâtre pour se lancer dans la musique. Son premier album, BiRd-BrAiNs, est à l'origine enregistré par Merrill Garbus sur une cassette audio. Un vinyle en édition limitée est édité en juin 2009 par Marriage Records. En juillet tUnE-yArDs est signé par le label 4AD, qui publie une version limitée de BiRd-BrAiNs en août, suivi d'une version mondiale en novembre.
Son second album, w h o k i l l, sort le 19 avril 2011. Il est très bien accueilli par la critique (Les Inrocks). Le sondage annuel de The Village Voice le donne meilleur album de l'année 2011, Time le classe 6e, le New York Times 7e et Rolling Stone 13e
Merrill Garbus enregistre son troisième album à l'été 2013. Le titre de travail est Sink-o. Le 5 mai 2014, elle revient avec un troisième opus baptisé Nikki Nack.
Elle a sorti son quatrième album, I can feel you creep into my private life, le 19 janvier 2018.

## Jeu
Sur scène, Merrill Garbus superpose des boucles de batterie, d'ukulélé et chant. Nate Brenner l'accompagne à la basse électrique.
Pour la tournée de w h o k i l l, ils sont rejoints par Matt Nelson, Noah Bernstein et Kasey Knudsen au saxophone.

## Membres
- Merrill Garbus : chant, ukulélé, percussions
- Nate Brenner : basse (2011-présent)

En tournée
- Matt Nelson : saxophone
- Noah Bernstein : saxophone
- Kasey Knudsen : saxophone

## Discographie

### Albums studios
- 2009 : Bird-Brains (4AD)
- 2011 : W H O K I L L (4AD)
- 2014 : Nikki Nack (4AD)
- 2018 : I Can Feel You Creep Into My Private Life (4AD)
- 2021 : Sketchy (4AD)

### Singles et EPs
- 2009 : Sunlight (CD promotionnel)
  1. Sunlight (Edit) – 3:17
- 2009 : Hatari (4D/vinyle et téléchargement)
  1. Hatari – 5:43
  2. Hap-B – 3:22
  3. Hatari (The Small Is Beautiful Remix) – 4:20
- 2009 : Bird-Droppings (4D/USA, téléchargement)
  1. Want Me To – 4:24
  2. Real Live Flesh – 3:33
  3. Hap-B – 3:22
  4. Hatari (The Small Is Beautiful Remix) – 4:20
- 2010 : Real Live Flesh (4D, vinyle et téléchargement)
  1. Real Live Flesh – 3:33
  2. Youth – 4:45
- 2011 : Bizness (4D, vinyle et téléchargement)
- 2011 : Gangsta (4D, CD, vinyle et téléchargement)
- 2014 : Water Fountain (téléchargement)